# مارک لینکوس
مارک لینکوس (انگلیسی: Mark Linkous؛ ۹ سپتامبر ۱۹۶۲ – ۶ مارس ۲۰۱۰) خواننده، ترانه‌سرا و موسیقی‌دان اهل ایالات متحده آمریکا بود که بیشتر با رهبری گروه اسپارکلهورس شناخته می‌شود. او با هنرمندان و گروه‌های مطرحی نظیر تام ویتس، ردیوهد، دیوید لینچ، پی جی هاروی، دنجر موس، دانیل جانستون و بلک فرانسیس همکاری داشت و موسیقی‌اش آمیزه‌ای از سبک‌های مختلف ایندی، فولک، سایکدلیک و بلوگرس بود.
لینکوس در سال ۲۰۱۰ با شلیک به قلبش خودکشی کرد.